# Râul Valea Pietrelor, Oanța
Râul Valea Pietrelor este un afluent al râului Oanța. 

## Hărți
- Harta județului Maramureș
- Harta Munții Gutâi  Arhivat în 4 martie 2016, la Wayback Machine.